# 住基統一文字
住基統一文字（じゅうきとういつもじ）は住民基本台帳ネットワークシステムで使用される文字である。住基ネット統一文字もしくは住民基本台帳ネットワーク統一文字とも表記される。住基文字と略されることもある。

## 概要
地方自治情報センター（後の地方公共団体情報システム機構）が2001年2月26日に「検討版」を配布し、2002年5月8日に「確定版」となった。当時のJIS X 0221（2001年4月20日制定版）のUCS-2に沿って設計されている。JIS X 0221規格にない独自の拡張を行っている。2002年8月5日に住基ネットの稼働開始と合わせて運用が開始されている。